# Alexis Austin
Alexis Austin (ur. 21 kwietnia 1994 w Houston) – amerykańska siatkarka, grająca na pozycji przyjmującej. Od sezonu 2016/2017 występuje w polskiej Orlen Lidze, w drużynie PTPS Piła.